# Светская беседа

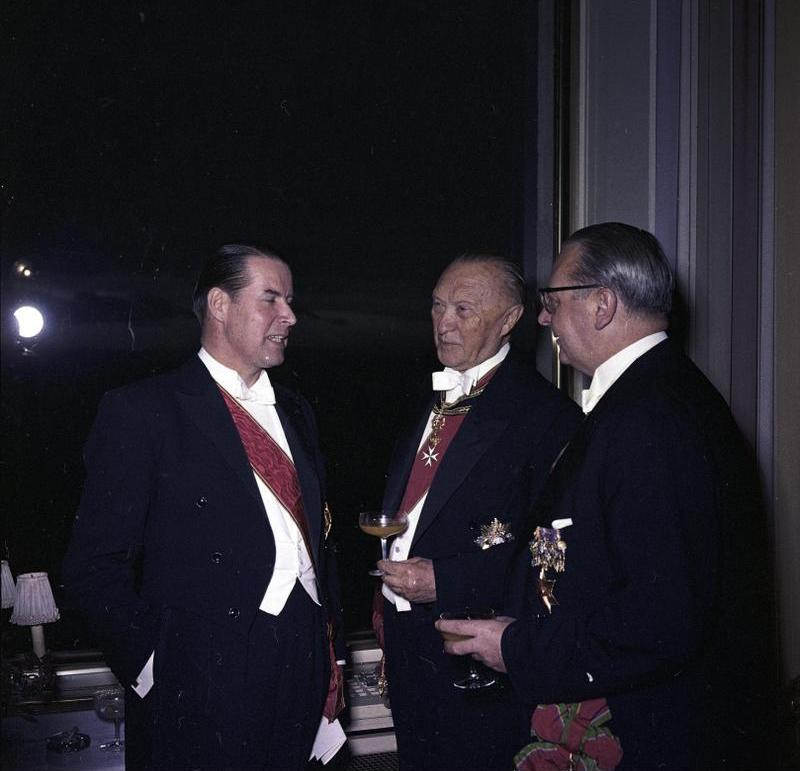
Герхард Шрёдер, Конрад Адэнауэр и Генрих фон Брентано беседуют на государственном приеме

Светская беседа (также светский разговор) — один из речевых жанров, являющихся неотъемлемой частью светского этикета и культуры общения в образованных слоях общества большинства стран мира. Подразделяется на несколько поджанров, имеет определённые правила в зависимости от стиля и степени формальности. Значимой частью светской беседы, её своеобразным компасом, является языковая интуиция. Светская беседа носит разный тематический и интонационный окрас в зависимости от пола и класса коммуникантов. По стилю различаются формальные, полуформальные и неформальный типы. Типичные темы светской беседы: в женских и смешанных группах погода, культура, семья, дети или литература; в мужских или преимущественно мужских — экономика, спорт, искусство или политика. Во время светской беседы обычно не затрагиваются неоднозначные темы, которые могут привести к разногласиям между участниками беседы.

## История
Жанр беседы оформился при дворах европейской (в первую очередь французской) знати во времена Просвещения и вместе с французским языком проник в другие страны Европы, например, в Великобританию где получил дальнейшее развитие, в том числе в её североамериканских колониях. В Россию жанр светской беседы проник во времена Петра I из стран Западной Европы, и к началу XVIII века почти официально закрепился повсеместно как при столичном дворе, так и в знатной среде поместного дворянства провинции. В Российской империи светская беседа получила необычайно широкое распространение в дворянской среде XIX века, в особенности на балах, где могла вестись на нескольких языках (обычно на русском и французском). Русская светская беседа обыкновенно пестрила галлицизмами, к концу века появились германизмы и англицизмы. После октябрьской революции 1917 года, как и другие проявления бывшей буржуазной жизни, светская беседа в России игнорировалась по причине массовой эмиграции белогвардейцев и членов высших сословий, в среде которых она культивировалась. На место светской беседы пришли — лозунги, призывы, и другие ярко демонстративные жанры направленные на общение с пролетариатом и крестьянством. Бессознательное возрождение жанра в среде новой советской меритократии началось уже во времена оттепели и приобрело осознанный характер после 1990-х годов.

## Характеристика жанра
- Фразы, открывающие беседу.
- Фразы для поддержания беседы.
- Переходные фразы.
- Закрывающие фразы.